# کالوجروویچی
کالوجروویچی (به صربی: Kaluđerovići) یک منطقهٔ مسکونی در صربستان است که در پریبوی واقع شده‌است. کالوجروویچی ۱۶۴ نفر جمعیت دارد.